# Imperia Automobiles

Imperia (Імперіа) — з 1904 року бельгійський виробник велосипедів, автомобілів та мотоциклів. Штаб-квартира розташована в місті Льєж. У 1910 році компанію купує Жюль Спрінгель, а в 1916 — Матьє Ван Рогген. У 1958 році компанія припинила виробництво автомобілів.

## Адріан П'єдбеф
Адріан П'єдбеф був родом з багатого клану бізнесменів, вони були родом з Бельгії, але мали бізнес у різних містах Європи, Адріан був з гілки, яка влаштувалася в Аахені. Після закінчення Корнельського університету в Ітаці (США) він повертається в Аахен, де починає продавати автомобілі бельгійської марки Metallurgique.

## Заснування компанії. Початок виробництва автомобілів

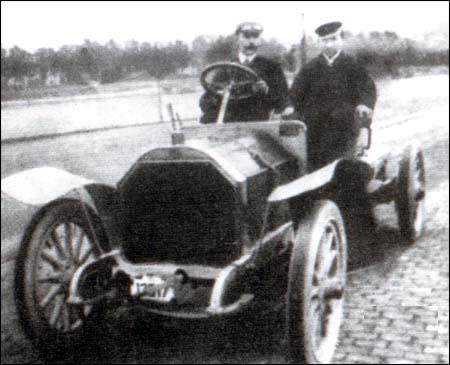
Piedboeuf-Imperia 24/30СV

У 1904 році він переїжджає в бельгійський Льєж, де засновує фірму Ateliers Piedboeuf, його фірма починає випускати велосипеди. У 1905 році він запрошує молодого німецького інженера Пауля Хенце до себе в фірму, разом вони розробляють свій перший автомобіль, який з 1906 року став продаватися під маркою Piedboeuf-Imperia. Первісток мав 4-циліндровий 4.9 л мотор, потужністю 30 сил, коробка передач була 4-ступінчастою, крутний момент передавався до задніх коліс на вибір клієнта або за допомогою кардана, або ланцюга.

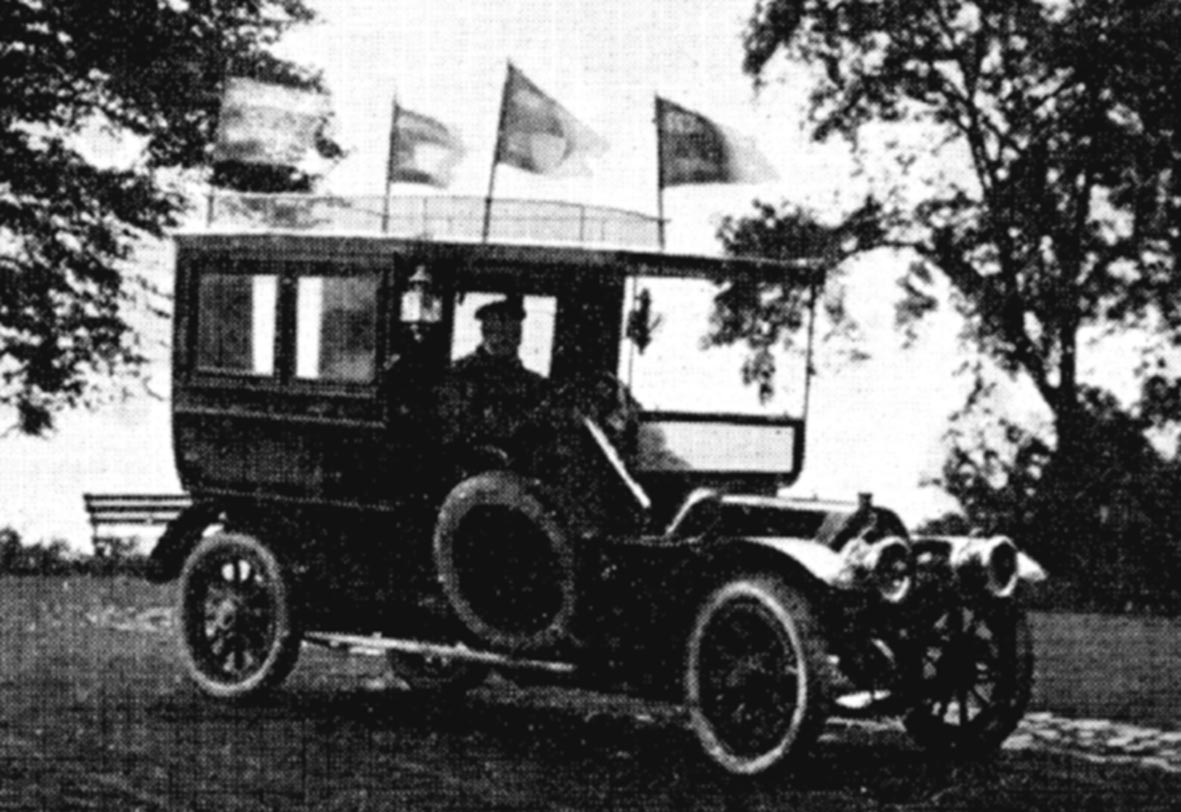
Piedboeuf-Imperia 18СV (продавалася в Англії як Imperia 16/20HP)

Через рік, у 1907 році, Хенце бере участь в гонках Circuit des Ardennes, які входять в загальний залік на кубок Кайзера Німеччини (Kaiserpreis), проте він сходить на третьому колі через неполадки з машиною. У цьому ж році Хенце будує ще 2 моделі — 3-літровий 18CV і 9.9 л 50/60CV, причому, останній мав ланцюговий привід заднього моста, а не карданний, як на більш молодших моделях.
У 1908 році П'єдбеф, вірніше, його фірма, купує фірму «Pieper» і тільки недавно побудовані заводські потужності в містечку Нессонва. Машини ж продаються з цього моменту просто під маркою Imperia. 3-літрова модель вдало виступає в гонках на підйом на вершину пагорба в Шато-Тьєррі і Мон-Ванту, і здобуває перемогу в перегонах Остенде.
У 1909 році головний інженер проектує маленьку модель 12CV, яка оснащена 1.8 л мотором. Коробка передач і мотор мали єдиний блок, що часто застосовувалося саме в той період, як ми пам'ятаємо з інших історій. Цього року марка Imperia знову підтверджує свій спортивний імідж, закріпивши успіх перемогою на гонках «Coupe de la Meuse» і «Beker van Oostende».

## Автомобілі Springuel-Imperia та Imperia-Abadal
У 1910 році П'єдбеф продає свою компанію своєму конкурентові Жюлю Спрінгелю, який володіє автомобільною фірмою «Springuel», автомобілі починають нести на своєму радіаторі назву Springuel-Imperia, головна контора знаходилася в Юі, але інженерне бюро залишилося за Нессонва, де працював все той же Хенце. Тоді ж модель 24/30CV замінюється новою моделлю 28CV.
У 1910 році Кін за кермом «Імперії» розвиває 144 км/год на трасі Бруклендс, встановивши новий рекорд для траси.
В цей же час з'являються нові спільні моделі 8/10CV 1.8 л, 10/12CV 2.1 л і 14/16CV 3.0 л.

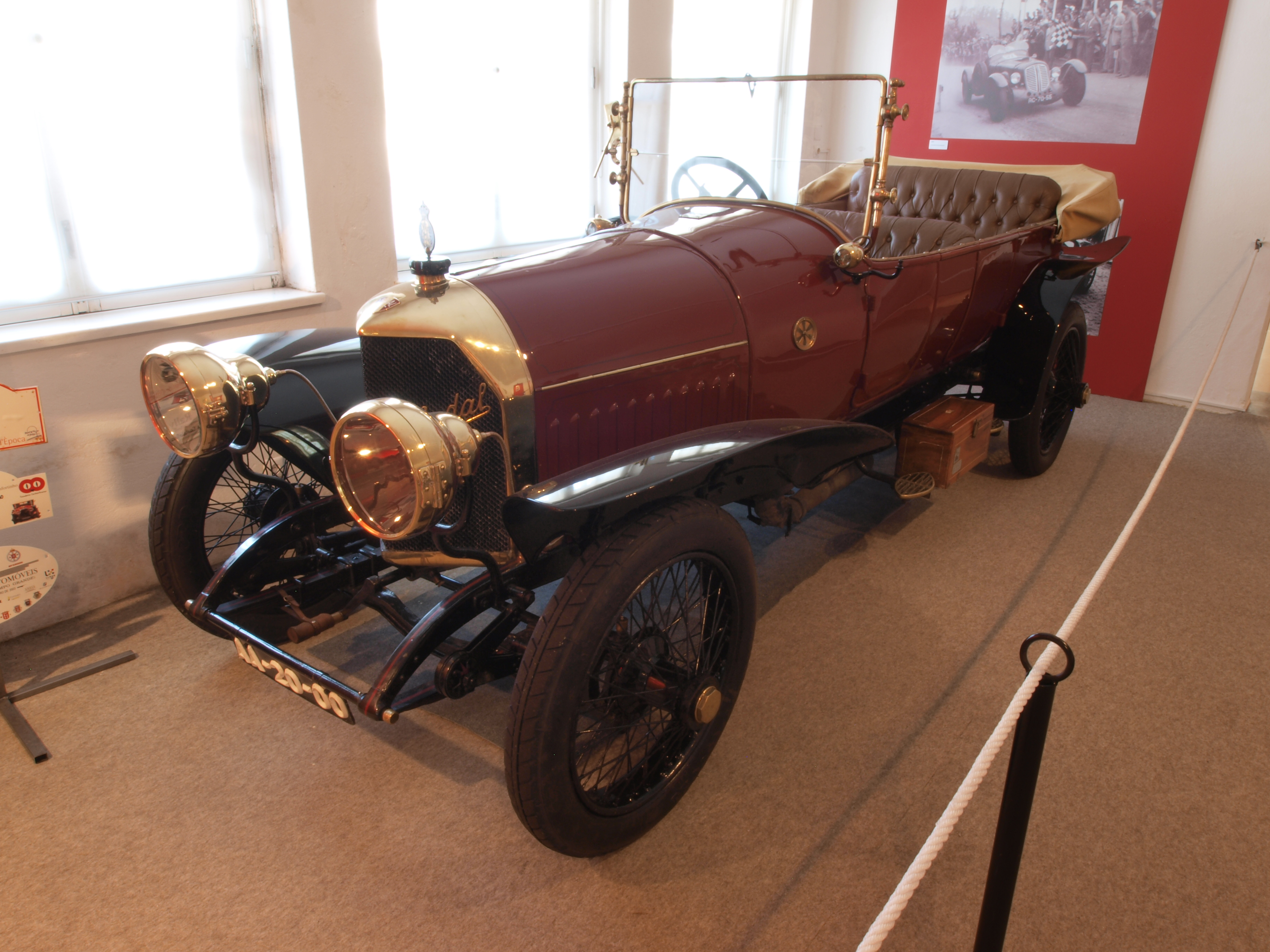
Abadal 1914 року

У 1913 році фірму відвідує дилер фірми Hispano-Suiza — Франциско Абадал, який, крім іншого, був відомим гонщиком. Він пропонує почати випускати спортивні машини, які були б не гіршими відомого Hispano Suiza 40/45HP Alphonso XIII. Хенце погоджується, так з'являються моделі 15/22CV і 20/26CV, які продаються в Бельгії під маркою Imperia-Abadal, а в Іспанії — просто Abadal. Мотор був розроблений Абадалом, але при цьому об'єм і характеристики двигуна збігалися з моторами «Альфонсо Тринадцятого», з Нессова в Барселону поставлялися шасі і блоки двигунів, інше добудовувалося в Барселоні.

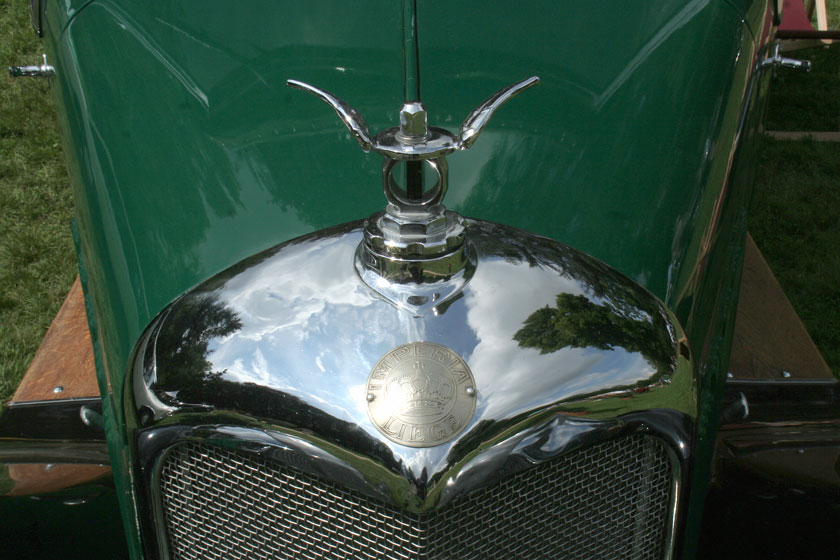
Емблема Imperia

Тим часом Хенце готує нові моделі для Springuel-Imperia — 18/24CV з 3.6 л і 28/35CV з 5.0 л, ці мотори відрізнялися бічним розташуванням клапанів.

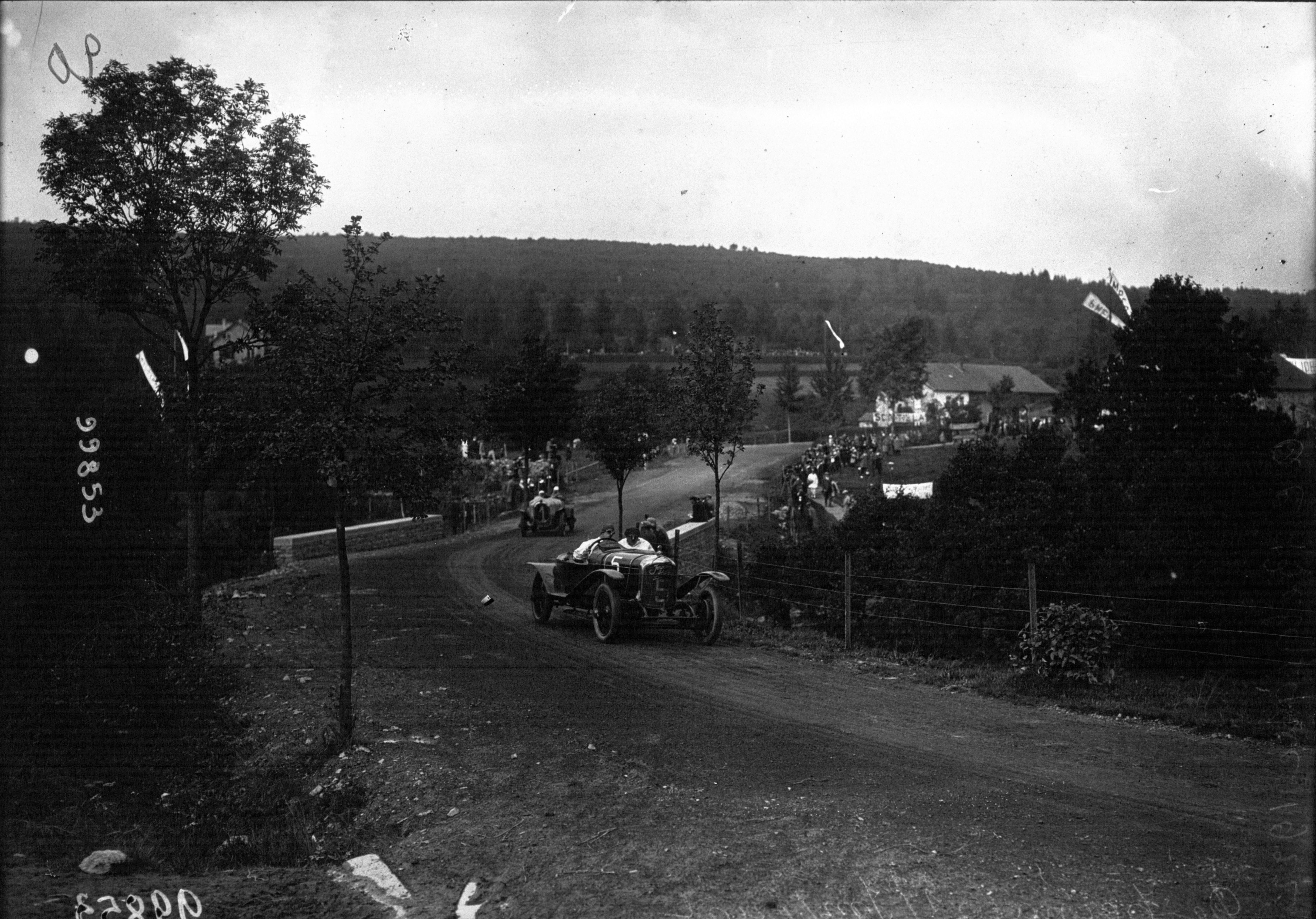
Imperia-Abadal 15/22CV з 16-клапанним мотором на ГП Бельгії, за кермом де Торнако

Однак незабаром грянула війна, німці окупували Бельгію і виробництво автомобілів зупинилося, після війни разом з німцями пішов і Хенце, він став працювати в німецькій фірмі Simson. Після цього місцевий бізнесмен Матьє Ван Рогген купує у Спрінгеля його компанію, до речі, Ван Рогген перед цим купив ще фірму АТА, яка також виробляла до Першої світової автомобілі. Об'єднана фірма, яка стала називається Automobiles Imperia S.A., почала виробляти автомобілі під маркою Imperia-Abadal за викупленою у Абадала ліцензією. Справа в тому, що Іспанія не брала участь у світових війнах 20 століття, тому виробництво легкових автомобілів там не зупинялося, щоб виробляти свої машини, Абадал підписує угоду з американською фірмою Buick, так що його нові машини були побудовані на базі «Б'юїків».
Нові «Імперіа-Абадал» носили назву Е і Т, перший оснащувався 3-літровим мотором, а другий — 3.6 л, обидва були 4-циліндровими. Незабаром на фірму приходить працювати конструктор Арнольд Кушар. У 1921 році на Брюссельському автошоу був показаний 8-циліндровий 5.6 л Imperia-Abadal 80/140 з верхнім розподільчим валом, а також гальмами всіх коліс системи «Перро». Але таких автомобілів було побудовано всього 3. Незабаром її змінила не менш цікава модель з 3-літровим 16-клапанним двигуном. У 1922 році 3 таких машини були виставлені на гонки в Спа на Гран-прі Бельгії. До фінішу дійшла всього одна машина, але зате першою. За кермом сидів барон де Торнако, він пройшов шлях майже в 600 км з середньою швидкістю в 89 км/год.

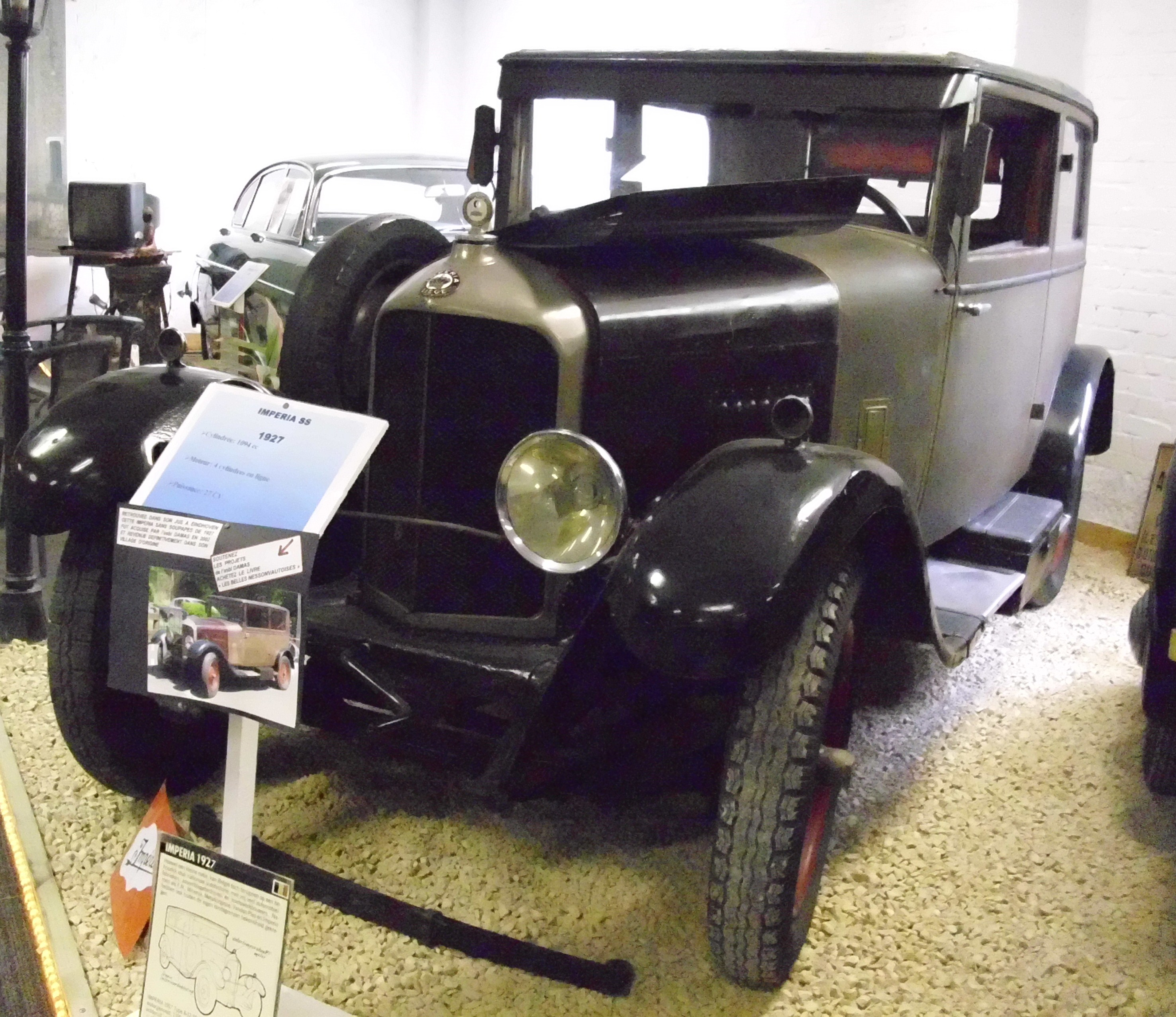
Imperia 8СV Berline

Однак Ван Рогген розуміє, що в повоєнний важкий час з шикарними автомобілями не вижити, і дає наказ Кушару побудувати маленьку доступну машину. Кушар будує незвичайний мотор, об'ємом 1.1 л і потужністю 27 сил, цей двигун не мав клапанів, але при цьому відрізнявся по конструкції від золотникового двигуна Найта. Подача палива в циліндри нагадувало пенал, засувка, прорізана в стінці блоку, відкривалася і закривалася розподільчим валом, який обертався проти годинникової стрілки. Коробка передач була 4-ступінчастою, і мала вбудований підсилювач гальм, який діяв на передні колеса. Причому, гальмо мало прогресивну характеристику, чим сильніше тиснули на педаль гальма, тим ефективніше машина гальмувала, вони були дуже ефективними для свого часу, при гальмуванні в підлогу на швидкість в 65 км (при максимальній швидкості в 75 км/год) гальмівний шлях становив всього 29 метрів. Серед інших інновацій автомобіля — люк на даху, який також був використаний вперше в світі. Машина на різних ринках мала різне позначення моделі, вона відома як Imperia Tili, Imperia 1100, Imperia 8CV і як Imperia 11/24CV.
Легка маленька машина стала майоріти на новинних стрічках, що стосуються автоспорту, в 1925 році 3 машини беруть участь в 24-годинних гонках в Спа, і всі три приходять першими до фінішу, в цьому ж році на трасі Бруклендс машинка розвиває максимальну швидкість в 130 км/год. Через рік Ван Рогген, сидячи за кермом 11/24CV, приходить першим у своєму класі на гонках Монте-Карло. На машини є непоганий попит, і незабаром Ван Рогген вирішує випускати машини і в Англії, під маркою GWK, однак на цьому підприємстві випустили всього кілька автомобілів, і проект був закритий. Замість цього Ван Рогген купує фірму Metallurgique.
А на ринок виводять 6-циліндрову модель 1650CD з тим же принципом роботи, цей 1.65 л автомобіль розвиває солідні 40 к.с..

## Компанія Impéria-Excelsior

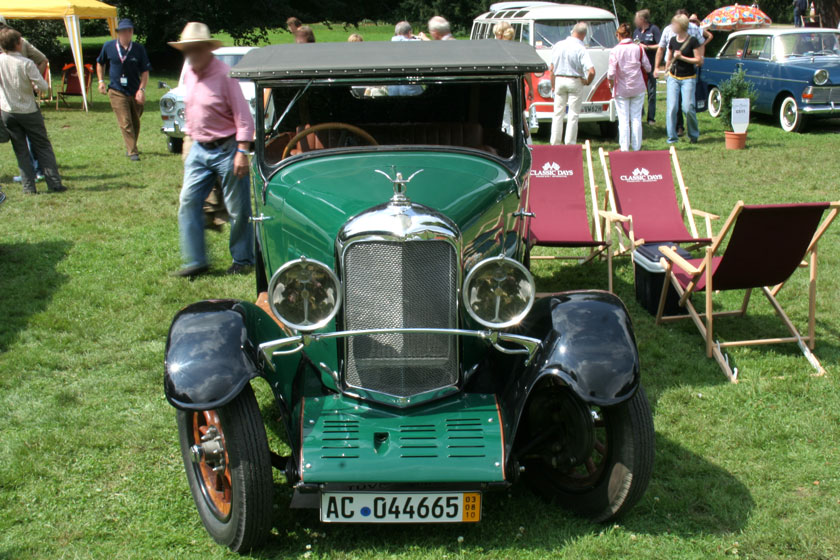
Imperia 5-25 HP

У 1928 році «Імперія» поглинає наступну жертву — фірму Nagant, а через рік — Excelsior і кузовобудівну фірму Matthys Frères et Osy, фірма перейменовується в Société Anonyme des Automobiles Impéria-Excelsior. У цей час починається співпраця зі французькою фірмою Avions Voisin, яка дозволяє використовувати кузови свого дизайну на бельгійських автомобілях, в ході чого на конвеєрі з'являється оновлена 6-циліндрова модель — 1800, яка страшенно сильно схожа на французькі автомобілі з Іссі-Муліно.
Цей автомобіль завойовує кубок на перегонах Coupe du Roi («Кубок Короля»). А до Гран-Прі Бельгії будується родстер з 3-ма карбюраторами, ця легка спортивна машина може розвивати 170 км/год.

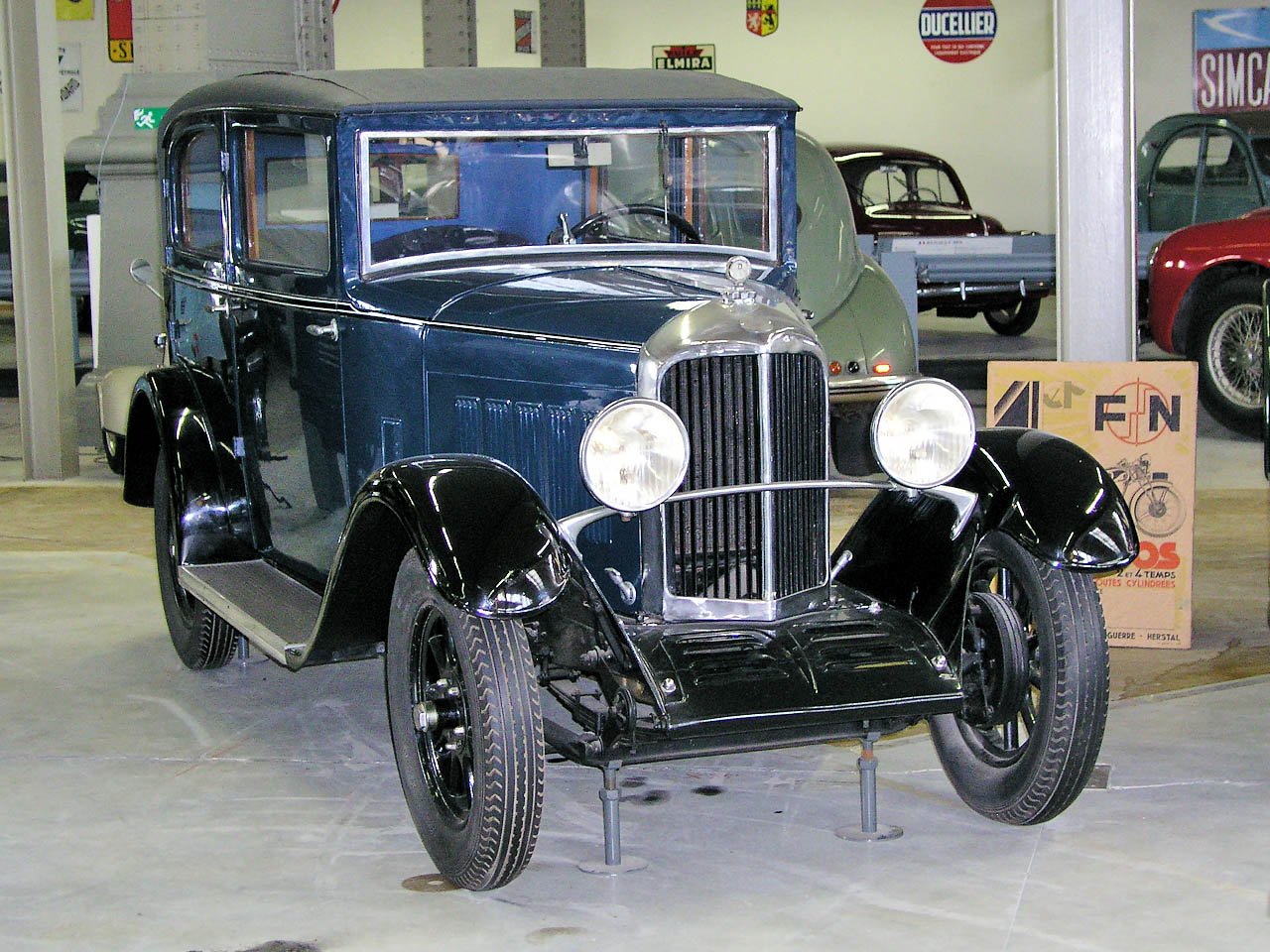
Imperia 7-25 CV berline

Наприкінці 1932 року 4- і 6-циліндрові машини були модернізовані, основною новинкою стало впровадження гідравлічних гальм, машини отримали індекси N4 і N6.
Однак на впровадження нових моделей у фірми не вистачало грошей, тоді Ван Рогген вирішує укласти ліцензійну угоду з фірмою Adler про виробництво її передньопривідних моделей Trumpf і Junior Trumpf. Згідно з угодою двигуни повинні були поставлятися з Німеччини, а кузови, шасі і підвіску Imperia ставила свої.

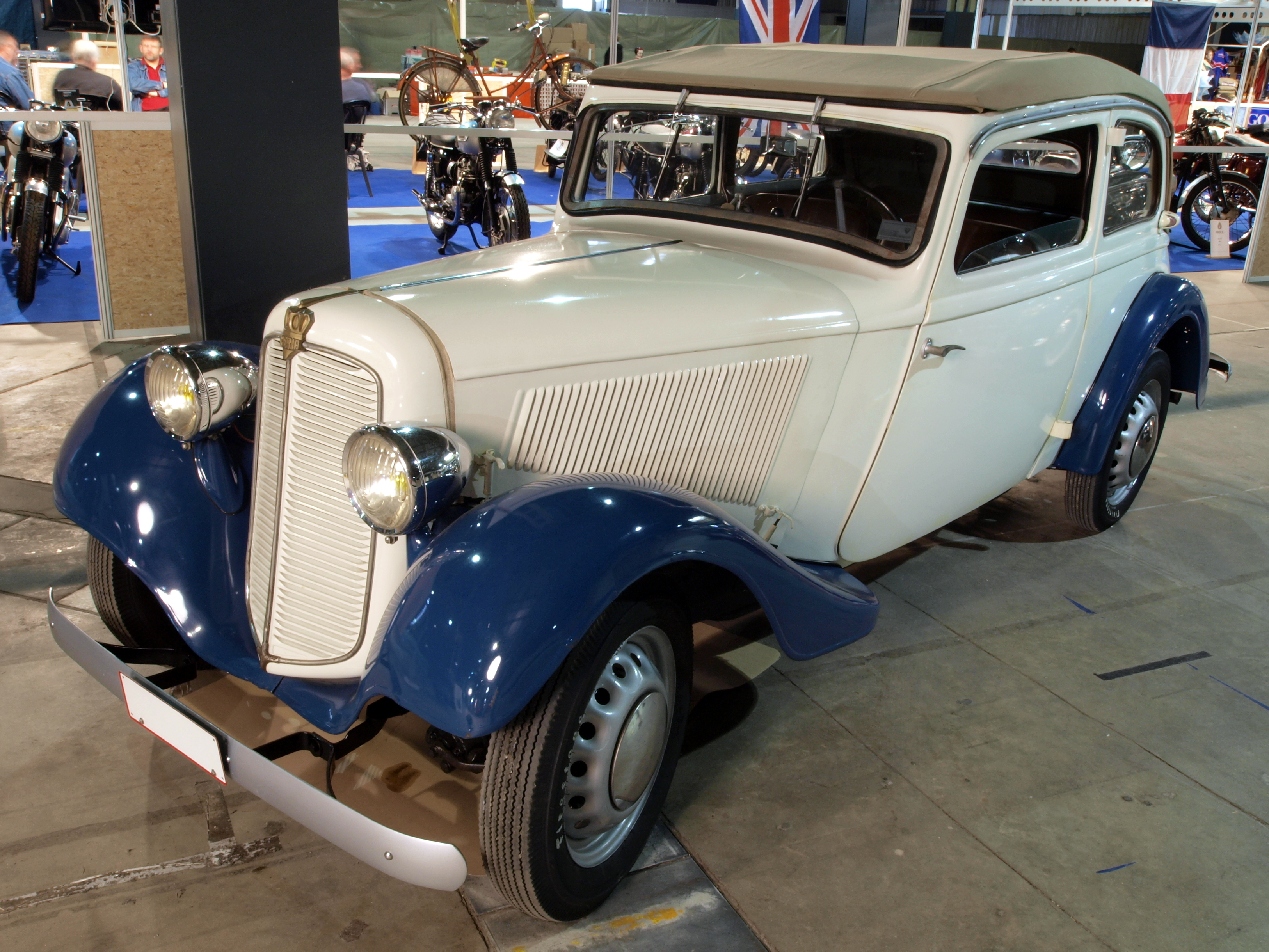
Imperia ТА-7 Hirondelle

У 1934 році вони з'являються в каталогах, молодша модель називалася ТА-7 Hirondelle («Ластівка», з кузовом кабріолет) і ТА-7 Moutte («Чайка», з кузовом седан), а старша ТА-9 Albatros (седан), мабуть, в продовження «пташиної» назви фірми «Адлер», яка перекладається з німецької як «Орел».
У тому ж році Ван Рогген купує збанкрутілу фірму Minerva, корпорація стає найбільшим бельгійським автомобільним виробником — Société Nouvelle des Automobiles Impéria. Відповідати за «Імперію» тепер буде Луї Зюртрассен, в той час як Ван Рогген перемикається на «Мінерву», також на «Мінерву» переходить Кушар, який розробляє передньопривідний автомобіль з мотором V8 3.6 л і автоматичною коробкою передач.

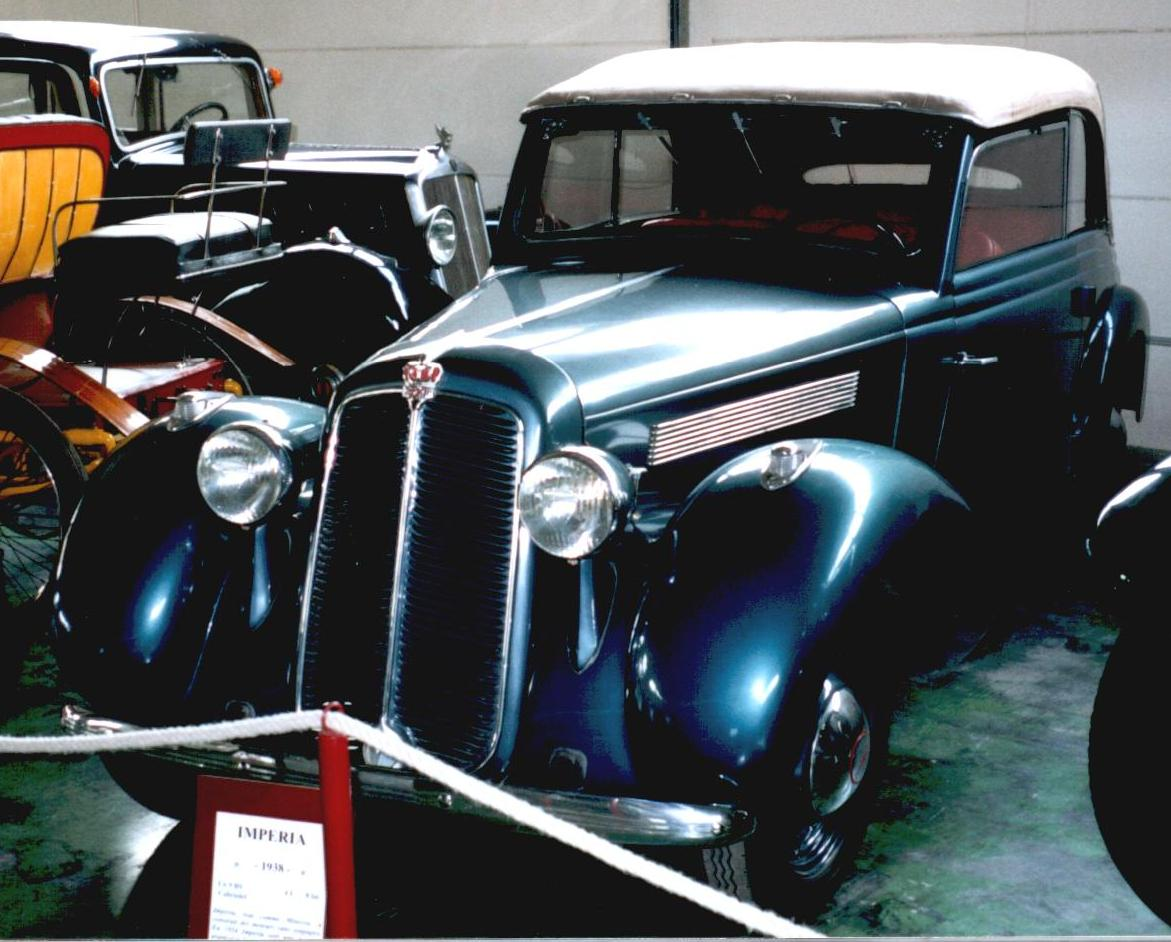
Imperia TA-9 cabrio

Через 2 роки машини модернізуються, ТА-9 тепер називається TA-9 Diana. Ще через 2 роки більша модель отримує замість 1.65 л мотора мотор 1.9 л, отримавши при цьому новий індекс — ТА-11 Jupiter.
Модель ТА-7 отримує новий кузов, який називається Alouette.
У 1939 році Ван Рогген продає фірму Minerva, з окупацією нацистською Німеччиною Бельгії завод продовжив свою діяльність, випускаючи машини малими партіями до 1942 року, цього року завод перейшов на ремонт військової техніки, в основному фірми Büssing.

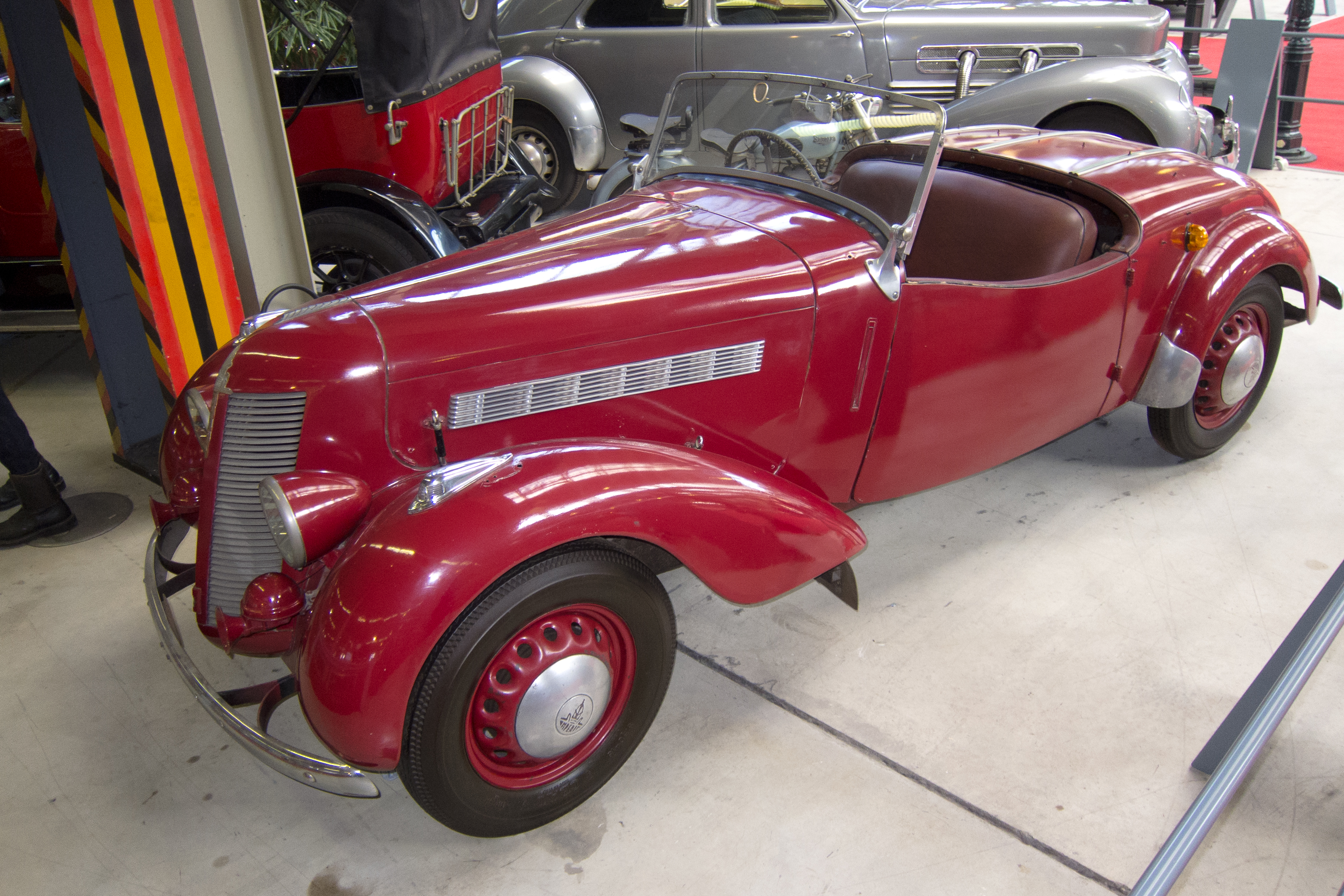
Imperia TA-8 Roadster

Після звільнення Бельгії керівництво компанії вирішує відновити виробництво автомобілів, проте завод «Адлер» не оговтався після війни, і взагалі перестав випускати автомобілі, тоді бельгійці їдуть у Францію, там вони домовляються з фірмою Hotchkiss про постачання моторів Amilcar 1.3 л, французи погоджуються, в підсумку в 1947 році почалося виробництво моделі TA-8, яка була побудована на шасі «Адлера Юніор Трумпф», але з мотором «Амількара».
Паралельно починається збірка з машинокомплектів британських Standard 8, 10 і 12 для бельгійського ринку.
Випустивши до 1949 року всього кілька сотень автомобілів ТА-8, фірма відмовляється від їх подальшого виробництва, в цей час фірма Volkswagen веде переговори про виробництво свого «Жука» на потужностях бельгійського заводу, але керівництво відмовляється від співпраці з німцями, і домовляються з концерном Standard-Triumph про виробництво на своїх лініях британських «Standard Vanguard» і «Triumph TR-2».

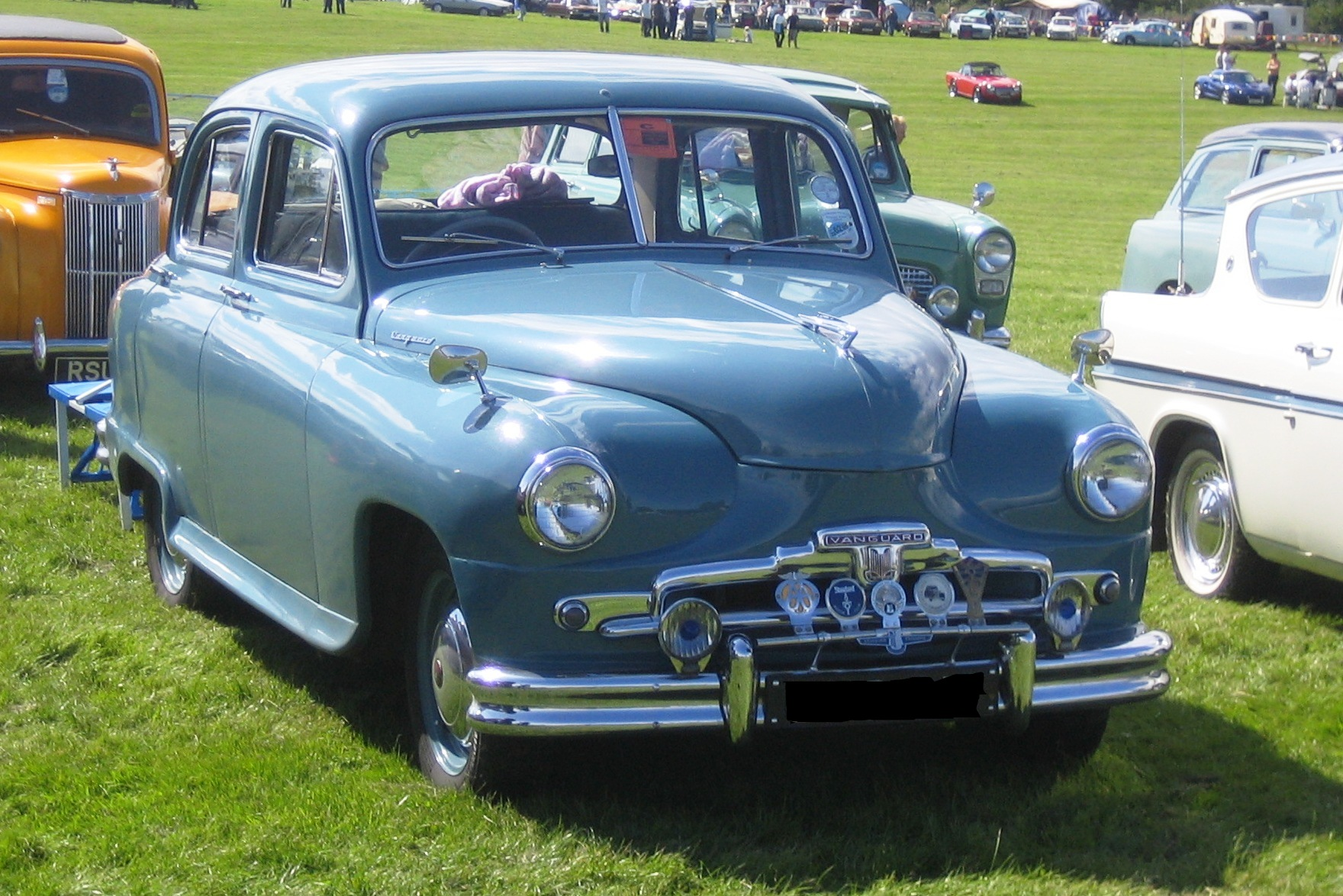
Standard Vanguard Phase II

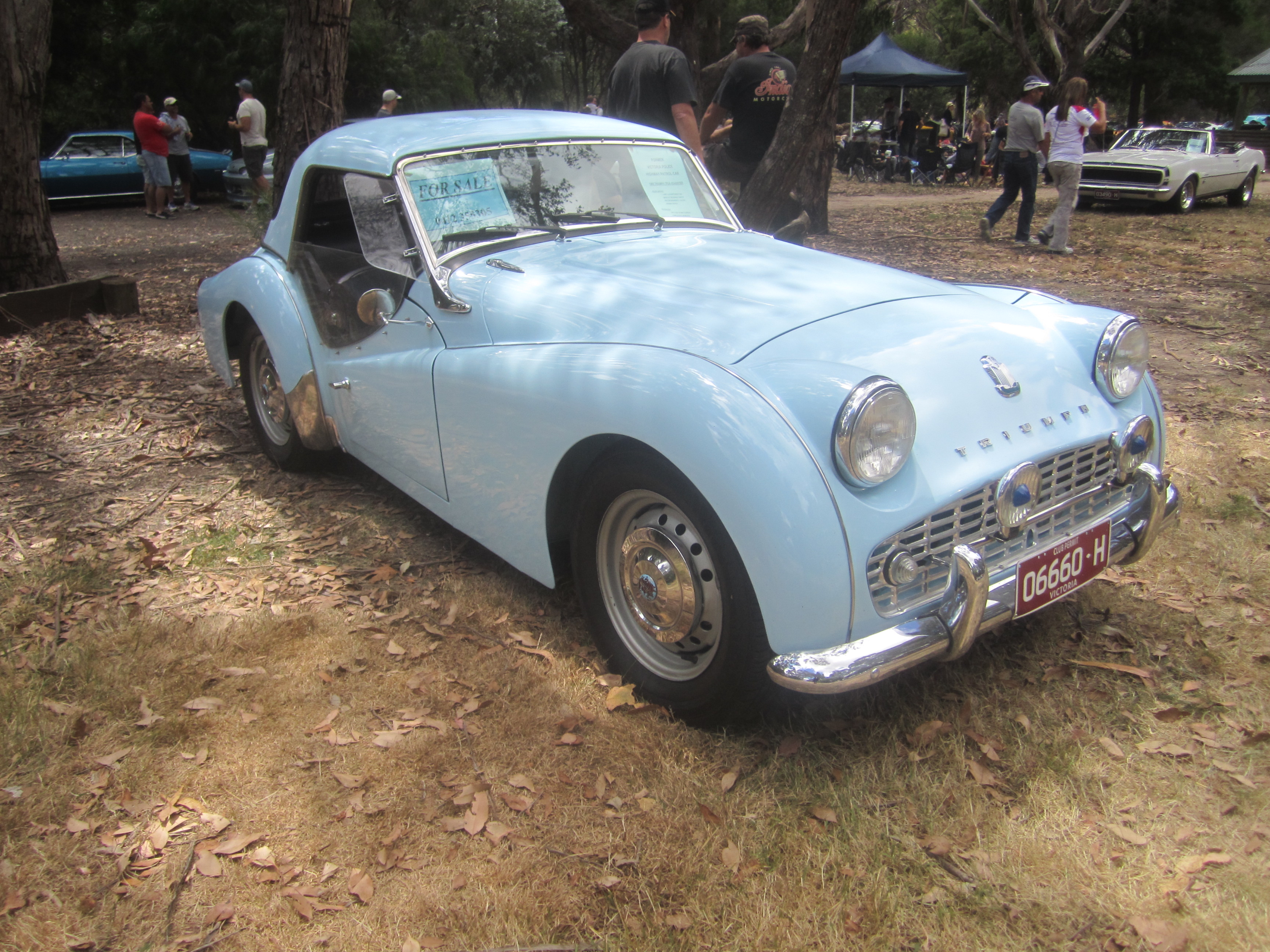
Triumph TR-3a

Британці постачають шасі і мотори, а бельгійці виготовляють кузови для них.
В цей же час відновлюються ділові зв'язки з «Adler», і незабаром бельгійці починають випускати мотоцикли цієї фірми під своїм ім'ям, в 1953 році «Imperia» домовляється з «Alfa Romeo» про виробництво її нової моделі 1900 на своїх потужностях, співробітництво тривало цілий рік, крім автомобілів, компанія, щоб вижити, стала випускати електрообладнання, верстати та інструменти. У 1955 році «Тріумф ТР-2» змінила нова модель — «ТР-3», яку також почали випускати в Бельгії.

## Припинення виробництва автомобілів. Закриття компанії
У 1958 році фірму чекав сильний удар з боку партнерів з Англії. Влітку фірма Standard Motors відкриває в бельгійському місті Мехелен свій завод, в підсумку працівники фірми «Imperia», які пішли в літню відпустку, не змогли повернутися на свої робочі місця, оскільки фірма до цього часу подала на ліквідацію. Так закінчилася історія фірми, яка за 50 років своєї історії поглинула майже всіх своїх конкурентів.

## Відродження марки

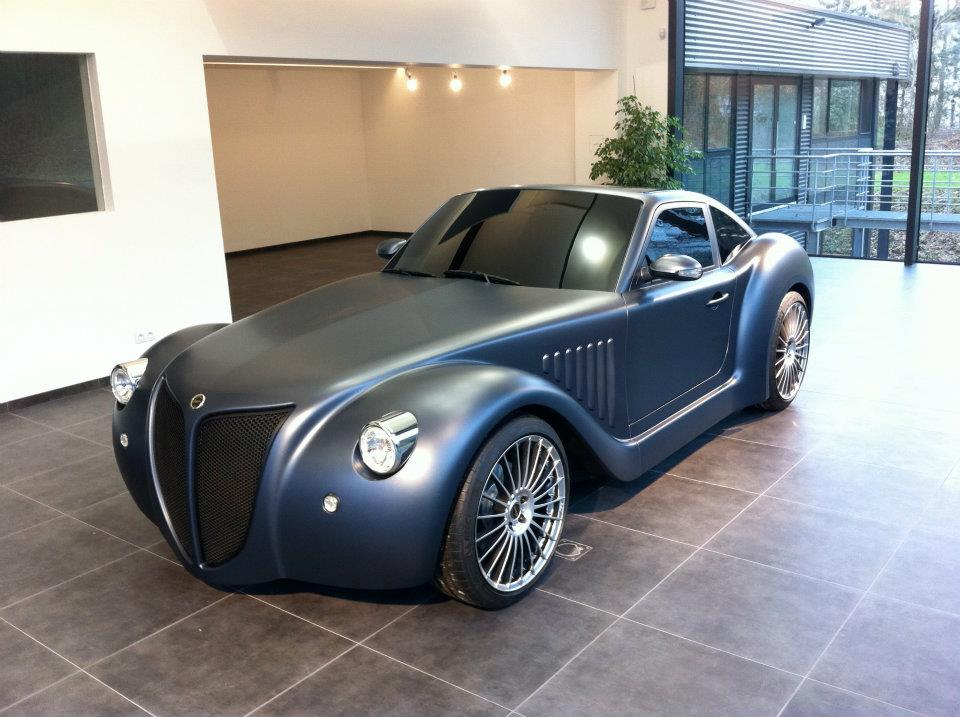
Imperia GP

Однак 23 лютого 2008 року було оголошено про воскресіння фірми, для нової машини, яка отримала назву GP, до речі, назва розшифровується не як Gran Prix, а як Green Propulsion, тобто «Зелений рух», була обрана гібридна установка. Як двигуни виступає 1.6 л турбомотор, потужністю 212 к.с. і електродвигун, потужністю 136 к.с., з таким силовим агрегатом машина може розганятися до 100 км/год за 4 секунди. У 2011 році пройшли випробування цих агрегатів, які були встановлені на «Форд Ескорт Мк1».

## Список автомобілів Imperia
- 1906 — Piedboeuf-Imperia 24/30CV
- 1907 — Piedboeuf-Imperia 18CV
  - Piedboeuf-Imperia 50/60CV
- 1909 — Imperia 12CV
- 1910 — Springuel-Imperia 28CV
  - Springuel-Imperia 8/10CV
  - Springuel-Imperia 10/12CV
  - Springuel-Imperia 14/16CV
- 1913 — Imperia-Abadal 20/26CV
  - Imperia-Abadal 15/22CV
  - Springuel-Imperia 18/24CV
  - Springuel-Imperia 28/35CV
- 1919 — Imperia-Abadal E
  - Imperia-Abadal T
- 1921 — Imperia-Abadal 80/140CV
- 1923 — Imperia 8CV (Tili, 1100, 11/24CV)
- 1925 — Imperia 1650CD
- 1928 — Imperia 1800
- 1932 — Imperia N4
  - Imperia N6
- 1934 — Imperia ТА-7 Hirondelle
  - Imperia ТА-7 Moutte
  - Imperia ТА-9 Albatros
- 1936 — Imperia TA-9 Diana
  - Imperia ТА-11 Jupiter
  - Imperia TA-7 Alouette
- 1947 — Imperia TA-8